# NGC 2175
NGC 2175 (noto anche come OCL 476 o Cr 84) è un ammasso aperto incorporato in una nebulosa a emissione.
Fu scoperto da Giovanni Battista Hodierna prima del 1654 e riscoperto nuovamente da Karl Christian Bruhns nel 1857.
La nebulosa che circonda l'ammasso è Sh 2-252.